# Peggy March
Peggy March o Little Peggy March, pseudonimo di Margaret Annemarie Battavio (Lansdale, 8 marzo 1948), è una cantante e attrice statunitense con cittadinanza tedesca.

## Biografia
Bambina prodigio, Margaret Annemarie Battavio iniziò a cantare a cinque anni, apparendo in show televisivi di musica country in emittenti locali ed esibendosi ai matrimoni. Durante una di queste cerimonie fu ingaggiata dalla RCA, e a 13 anni registrò il primo singolo nel 1962: Little Me, tratto dall'omonimo musical, per il quale le imposero il nome Little Peggy March.
Il 27 aprile 1963, a 15 anni, raggiunse la vetta della Billboard Hot 100 per tre settimane con I Will Follow Him, versione in inglese di Chariot, incisa l'anno prima in francese da Petula Clark. Il singolo fu primo, oltre che negli Stati Uniti, anche in Australia, Nuova Zelanda, Giappone e Scandinavia, e in Germania Ovest si fermò al sesto posto.
Nel 1964 fu invitata al Festival di Sanremo, dove interpretò Passo su passo con Claudio Villa, ma non arrivò in finale.
Nel 1969 si spostò in Germania, proponendosi come cantante schlager e piazzandosi al secondo posto nella selezione nazionale per l'Eurovision Song Contest di quell'anno, risultato che si ripeté nelle qualificazioni del 1975.
Nel 1984 fu co-autrice del brano When the Rain Begins to Fall, cantato da Jermaine Jackson e Pia Zadora.

## Vita privata
Peggy March è stata sposata con Arnie Harris, il suo manager, dal 1969 al 2013, anno in cui è rimasta vedova. Dal matrimonio è nata nel 1974 una figlia, Sande Ann.

## Discografia Italiana

### 33 giri
- 1964: Little Peggy March (RCA Victor, LPM 10144)

### 45 giri
- 1963: Te ne vai/Così (RCA Victor, N 1379)
- 1964: Passo su passo/Carillon (RCA Victor, N 1389)
- 1964: Gli occhi tuoi sono blu/Eh bravo (RCA Victor, N 1404)
- 1969: Che figura ci farei/Ci vuole coraggio (RCA Victor, N 1566)